# Лоялност
Лоялността, най-общо, е преданост и вярност към нация, кауза, философия, държава, група или човек. Философите не са единни в това кой може да бъде обект на лоялност. Според едни, лоялността е строго междуличностна и обект на лоялност може да бъде само друг човек. Според други, обектът може да бъде и друг, например в правото и политическата наука лоялността е вярност на индивида към нацията му по рождение или към нацията, към която се присъединява доброволно чрез полагане на клетва (натурализация).

## Историческа концепция

### Западен свят
Класическата трагедия често се основава на конфликта, произтичащ от раздвоена лоялност. Евтифрон, един от ранните диалози на Платон, се основава на етичната дилема пред Евтифрон, възнамеряващ да обвини в убийство собствения си баща, причинил смъртта на роб поради небрежност.
В Евангелието от Матей 6:24 Исус заявява: „Никой не може да служи на двама господари. Или ще мрази единия, а другия ще обича, или ще бъде посветен на единия, а другият ще презира.". Това е свързано с властта на господаря над слугите си (според Ефесяни 6:5), който според библейския закон дължи неразделна лоялност към своя господар (според Левит 25:44 – 46). От друга страна, „Отдайте на кесаря“ на синоптичните евангелия, признава възможността за отделна лоялност (светска и религиозна) без конфликт, но ако лоялността към човека противоречи с лоялността към Бога, последната има предимство.
Енциклопедия Британика, XI издание, определя лоялността като „вярност към суверенното или установено правителство на своята страна“, както и „лична отдаденост и почит към суверенното и кралското семейство“. Тя проследява думата „лоялност“ до XV век, като отбелязва, че тя се отнася предимно до вярност в служенето, в любов или в клетва, която човек е направил. Смисълът, който Британика дава като основна, се дължи на промяна през XVI век, като отбелязва, че произходът на думата е в старофренското „loialte“, което от своя страна се корени в латинското „lex“, което означава „закон“. Който е лоялен, във феодалния смисъл на верността, има пълни законни права вследствие на верността си към феодала. Следователно Британика от 1911 г. извежда своето първоначално значение на лоялността към монарха

### Източна Азия
Лоялността е измежду многото добродетели на конфуцианството, което означава да се направи най-доброто, което можеш да направиш за другите.
Лоялността е най-важната и често подчертана добродетел в Бушидо. В комбинация с шест други добродетели, които са праведност (義), смелост (勇), доброта, (仁), уважение (礼), искреност (誠), и чест (名誉), те формират кода на Бушидо: „По някакъв начин е имплантиран в хромозомния им грим, за да бъде лоялен“.

## Съвременни концепции
Джосая Ройс представя различна дефиниция на концепцията за лоялност в книгата си от 1908 г. „Философията на лоялността“. Според Ройс, лоялността е основна добродетел, „сърцето на всички добродетели, централното задължение сред всички задължения“. Ройс представя лоялността, която определя в дълбочина, като основен морален принцип, от който всички други принципи могат да бъдат изведени. Кратката дефиниция, която той дава на идеята е, че лоялността е „желаната и практична и задълбочена преданост на човека към каузата“. Лоялността е решителна в това, че тя не е просто случаен интерес, а цялостна ангажираност към каузата.

## При животните
Животните, като домашни любимци, имат силно изразено чувство за лоялност към хората. Известни случаи са Грейфрайърс Боби, скай териер, който стоял на гроба на господаря си четиринадесет години; Хачико, куче, което се завръща на мястото, където се среща с господаря си всеки ден в продължение на девет години след смъртта му; и Фокси, шпаньол, принадлежащ на Charles Gough, който е останал от страна на мъртвия си господар в продължение на три месеца на Helvellyn в Lake District през 1805 г. (въпреки че е възможно Фокси да е ял от тялото на Gough).
В Махабхарата праведният цар Юдхиштира се появява при вратите на Небето в края на живота си с бездомно куче, което е взел по пътя като спътник, като преди това е загубил починалите си братя и жена. Богът Индра е готов да го приеме в Рая, но отказва да приеме кучето, затова Юдхиштира отказва да изостави кучето и се готви да се откаже от вратите на Небето. Тогава кучето се разкрива като проявление на Дхарма, богът на правдата и справедливостта, и се оказа неговото обожествено Аз. Юдхиштхира влиза в небето заедно с кучето си, бога на праведността. Юдхиштира е известен с епитета Дхармапутра, владетелят на праведния дълг.